# NGC 799
NGC 799 é uma galáxia espiral barrada (SBa) localizada na direcção da constelação de Cetus. Possui uma declinação de -00° 06' 01" e uma ascensão recta de 2 horas, 2 minutos e 12,2 segundos.
A galáxia NGC 799 foi descoberta em 9 de Outubro de 1885 por Lewis A. Swift.